# Oğuz Peçe
Oğuz Peçe (* 22. April 1991 in Istanbul) ist ein türkischer Schauspieler.

## Leben und Karriere
Peçe wurde am 22. April 1991 in Istanbul geboren. 2014 bekam er in der Fernsehserie Çılgın Dersane Üniversitede die Hauptrolle. Danach trat er 2015 in Şehrin Melekleri auf. Anschließend wurde Peçe für die Serie Kalbim Yangin Yeri gecastet. Außerdem spielte er 2017 in Kırgın Çiçekler mit. Unter anderem war er 2020 in Zalim İstanbul zu sehen. Seit 2020 spielt er in der Serie Arka Sokaklar eine Hauptrolle.

## Filmografie (Auswahl)
- 2014: Çilgin Dersane Üniversitede (Fernsehserie, 5 Episoden)
- 2015: Şehrin Melekleri (Fernsehserie, 1 Episode)
- 2016: Kalbim Yangın Yeri (Fernsehserie)
- 2017: Kırgın Çiçekler (Fernsehserie, 9 Episoden)
- 2020: Zalim İstanbul (Fernsehserie, 12 Episoden)
- seit 2020: Arka Sokaklar (Fernsehserie)